# Boßler (Schifffahrtsunternehmer)

Flagge der Reedereien Gebr. Bossler in Neckarsteinach und Bossler oHG in Heidelberg.

Boßler [ˈbɔslɐ] auch Bossler ist der Name einer deutschen Binnenschifffahrts-Unternehmerfamilie aus dem Sektor der Fahrgast- und Güterschifffahrt auf den Flüssen Neckar und Rhein mit Stammort in Neckarsteinach im hessischen Landkreis Bergstraße. Sie gehört als «Pioniersfamilie» zur Historie der Schifffahrt am Neckar und unterteilt sich in zwei Familienlinien; eine ältere sowie eine jüngere.
Die ältere Linie war in der Frachtschifffahrt auf dem Rhein und seinen Nebenflüssen tätig. Werner Ludwig Boßler (1931–2018), ein Pionier der Binnenschifffahrt und Nachkomme dieser Familienlinie, hatte zwei Binnengüterhandelsschiffe in seinem Dienst, die nationale Bedeutung erlangten. Eines galt 1991 als das größte Binnenschiff der Bundesrepublik. Das andere Schiff ging 2007 durch den Excelsior-Unfall und die damit verbundene Sperrung des Rheins in die Schifffahrtsgeschichte ein.
Die jüngere Linie der Familie konzentrierte sich auf das Geschäftsfeld der Weißen Schifffahrt. Sie betrieb ein Passagierschifffahrtsunternehmen mit Sitz in Bad Friedrichshall sowie zwei Reedereien in Neckarsteinach und Heidelberg. Dabei wurde zu touristischen Zwecken mit der Familientradition geworben, seit 1796 Passagierbeförderung auf dem Neckar zu betreiben. Mitglieder der jüngeren Familienlinie gelten als Pioniere der Fahrgastschifffahrt am Neckar, da sie bereits in den 1920er Jahren in diesem Geschäftsfeld tätig waren. Die Gästeliste der durch die jüngere Linie geführten Fahrgastunternehmen umfasste hohe Persönlichkeiten aus Staat und Politik sowie ferner ausländischen Repräsentanten.

## Geschichte
Die Tradition der Schifffahrt ist für Neckarsteinach seit über acht Jahrhunderten belegt. Durch die Mannheimer Akte aus dem Jahr 1868 wurde die gewerbliche Freiheit auf dem Rhein sowie auf dem Neckar gewährleistet. Wie viele andere Familien in der Schifferstadt Neckarsteinach wurde auch die Familie Boßler auf dem Neckar und dem Rhein unternehmerisch tätig.

### Abstammung

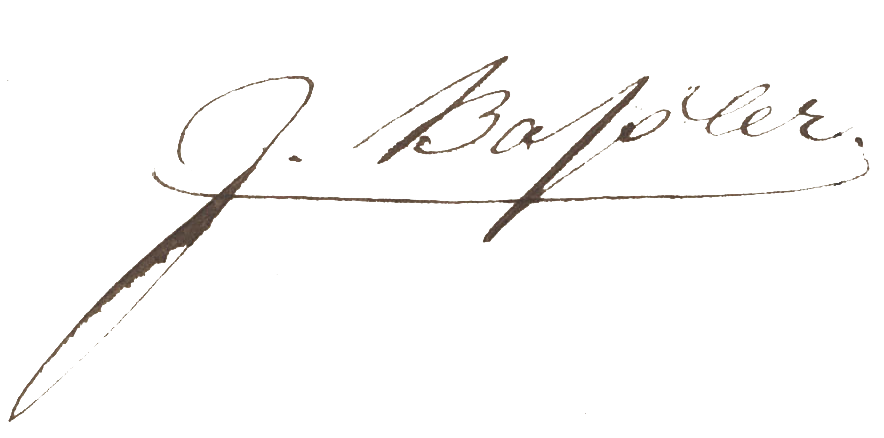
1826 unter den Kaufvertrag für den Schönauer Hof gesetzte Signatur des Kaufmanns Johannes Boßler d. Ä.

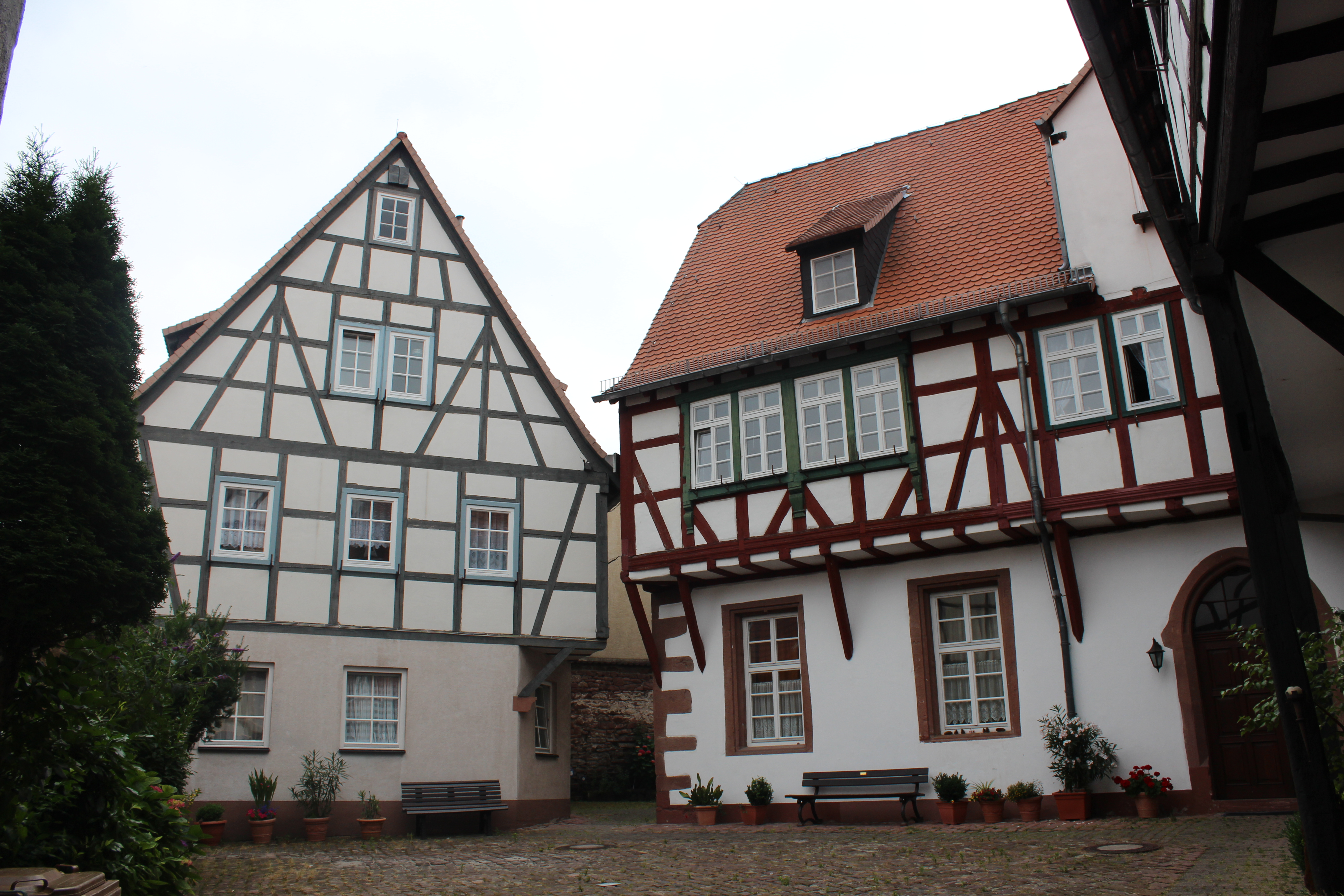
Innenansicht des im gotischen Fachwerk erbauten Schönauer Hofs, der sich im Eigentum der älteren Familienlinie befand und 1980 in baufälligem Zustand für 300.000 DM an die Stadt veräußert wurde

1821 trat der in Nieder-Modau als Sohn des gleichnamigen Bauerngutsbesitzers und Gerichtsschöffen geborene Johannes Boßler d. Ä. (1796–1834), die Stelle als Lehrer im Schuldienst zu Darsberg an. Zuvor wirkte er von 1815 bis 1816 als Winterschullehrer in Asbach, jenem Ort, an dem Martin Boßler (1616–1694), einst mit seinem Hausstand den Dreißigjährigen Krieg überdauerte.
Der Schullehrer, Kaufmann, Ökonom und Gutsbesitzer Johannes Boßler d. Ä. bereitete damit den Boden für die Tradition der Schifffahrt durch seine Nachkommen. Sein Sohn Johannes Boßler d. J. (1823–1906) ist 1853 erstmals als Binnenschiffer belegt. Wiederum folgten seine beiden Söhne, die Brüder Johann Christoph (1848–1933) und Jakob Friedrich I. (1851–1927) in der väterlichen Profession nach und wurden die Stifter der beiden noch heute bestehenden Linien des Neckarsteinacher Zweigs aus dem sogenannten Niedermodauer Ast.

### Ältere Linie der Familie
Der Schiffer Johann Christoph Boßler wurde zum Begründer der älteren Linie der Familie Boßler. Diese steht in der Tradition der Frachtschifffahrt und besaß in ihren Zweigen mehrere Motorgüterschiffe. Johann Christoph heiratete im Gegensatz zu seinem Bruder Jakob Friedrich I. nicht direkt in eine Schifffahrtsunternehmerfamilie ein.
Unternehmerisch betätigte sich Johann Christoph Boßler mit den beiden 1884 und 1890 erbauten hölzernen Segelschleppkähnen Catharina und Elisabeth, die eine Besatzung von je zwei Mann hatten auf dem Neckar, Rhein sowie Main.

### Jüngere Linie der Familie

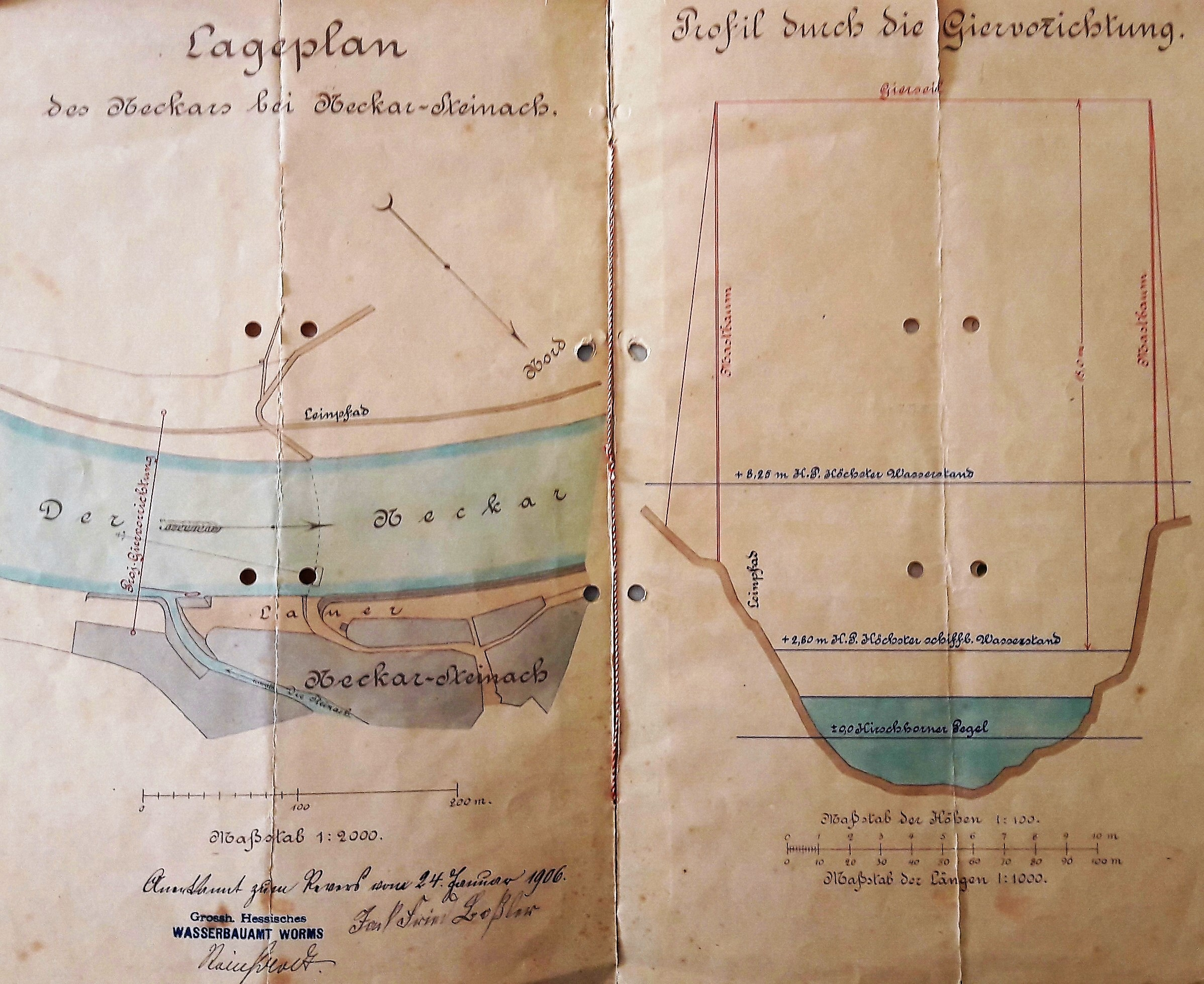
Plan zum Bau der Fähranlage zwischen den Ländern Hessen und Baden aus dem Jahr 1906.

Jakob Friedrich I. (bzw. Friedrich oder Fritz) Boßler war als Fährunternehmer auf dem Neckar der erste Boßler aus der von ihm begründeten jüngeren Familienlinie, der Passagierverkehr betrieb. Er hatte den Fährdienst von Neckarsteinach inne. 1906 wurde ihm vom Großherzogtum Hessen durch das großherzoglich-hessische Ministerium der Finanzen in Darmstadt und das großherzoglich-hessische Wasserbauamt in Worms sowie vom Großherzogtum Baden durch das großherzoglich-badische Innenministerium in Karlsruhe und das großherzoglich-badische Bezirksamt in Heidelberg das Recht verliehen, den Fährbetrieb zwischen den Ländern Hessen und Baden von Neckarsteinach aus nach Dilsberg hinüber mit einer Gierseilfähre zu betreiben.

#### Trivia
Die jüngere Linie zählt zu den Nachfahren des Reformators Georg Karg, wodurch eine Ahnengemeinschaft mit Johann Wolfgang Goethe zustande kommt.

### Heiratspolitik und familiäre Verbindungen
Johannes Boßler d. Ä. trat 1822 mit der Krämerswitwe Catharina Friederika Haas, geb. Pfautz (1785–1856) in den Ehestand ein. Seine Gattin stammte gebürtig aus der ehemals im Kreis Sinsheim ansässigen Familie Pfautz, die in Dühren ein durch das Hochstift Speyer verliehenes Hofgut zum Lehen hatte und das Amt des Schultheißen in Rohrbach bekleidete. Mitglieder der Familie Pfautz wanderten nach Nordamerika in die USA aus. Der bekannteste Spross dieser Familie war der spätere US-Präsident Herbert Clark Hoover.
Der Schiffer Johannes Boßler d. J. ehelichte wiederum 1845 die Schiffermeisterstochter Catharina Barbara Heilmann (* 1823; † 1899) eine Cousine seines Schwagers, des Handelsmanns Johann Christian Heilmann (* 1799). Damit verband Boßler seine Nachkommen und sich durch Eheschließung in das seit 1605 mit der Fischerei- und der Schifffahrt verbundene Neckarsteinacher Geschlecht Heilmann, aus dessen Reihen ebenfalls Zunftmeister der örtlichen Fischerzunft entstammten.
Johann Christoph Boßler hatte zwei Söhne. Der erstgeborene Sohn, Jakob Friedrich II. Boßler (1875–1898), blieb ohne Nachkommenschaft. Der zweitgeborene Sohn, Ludwig Friedrich Boßler (1876–1946), der später Stadtkassenverwalter in Neckarsteinach wurde, verbandelte sich sowie die ältere Familienlinie durch seine Vermählung mit Hermine Elisabeth Katharina Egner (1878–1943) mit der aus Neckarhausen stammenden Magistrats- und Steinbruchsbesitzerfamilie Egner, die mehrere großherzoglich-hessische Beigeordnete stellte.

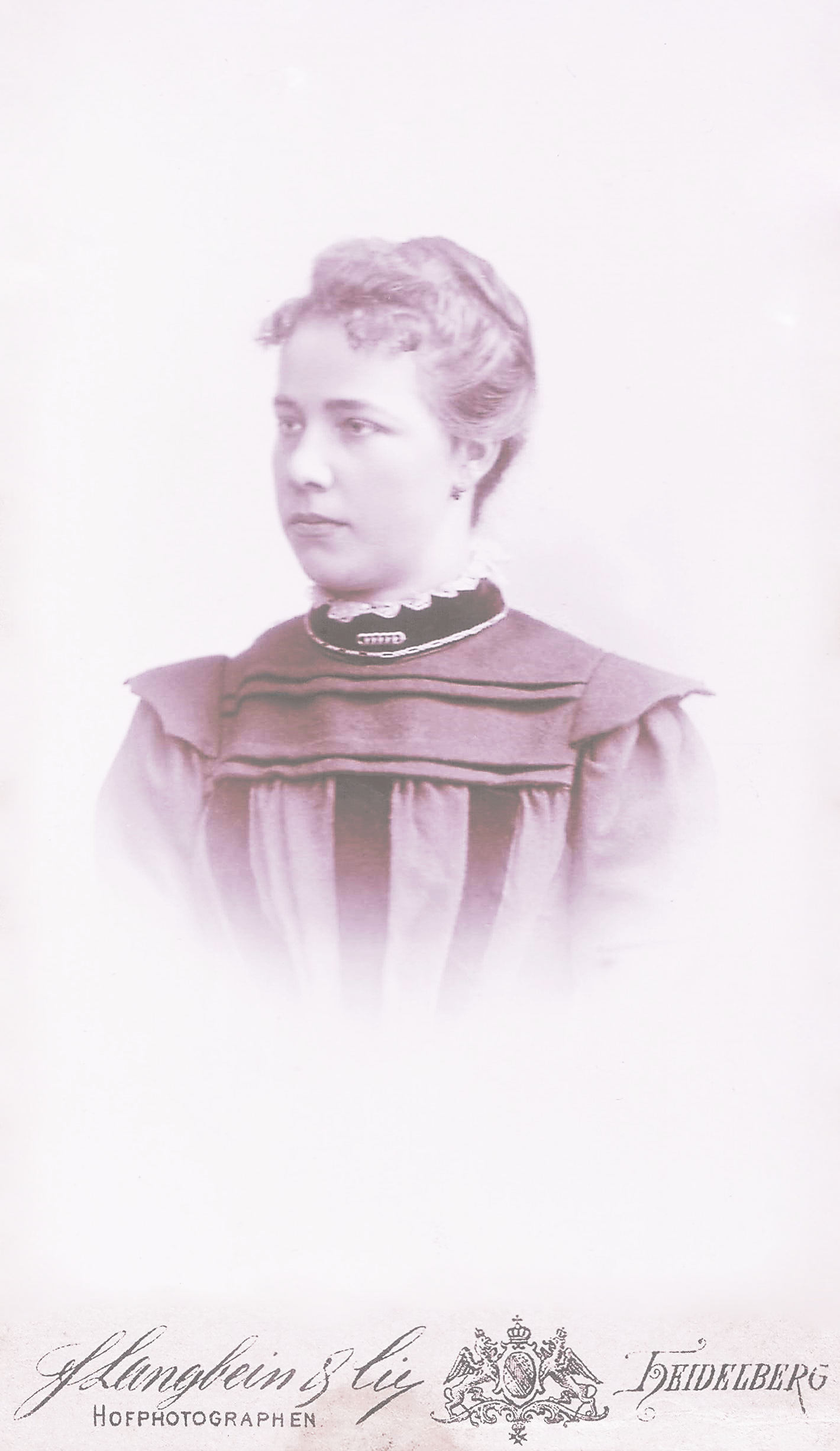
Die Industriellentochter Sibylla Luise Boßler, geb. Götz, Gattin des Jakob Friedrich I. Boßler und Ahnmutter der jüngeren Familienlinie

Die Initialen Georg Kargs gehören zum Gemeindewappen von Heroldingen, zu den Nachfahren des Prälaten zählen wiederum die Boßler der jüngeren Linie

Jakob Friedrich I. Boßler begründete durch seine Heirat mit Sibylla Luise Götz (1854–1885), der zweitgeborenen Tochter des Gasthausbesitzers (Adlerwirts), Industriellen, Steinschifffahrtsunternehmers und Steinlieferanten für die Tullasche Rheinkorrektur Johann Friedrich II. Götz (1820–1892), die jüngere Linie. Sibylla Luise Boßler, geb. Götz, war eine direkte Tante der beiden Binnen-Reeder, Steinbruchbesitzer, Pioniere sowie Begründer der motorisierten Güterschifffahrt auf dem Neckar Ludwig (1887–1955) und Jakob Götz  (1890–1977). Durch sie wurde das verwandtschaftliche Verhältnis mit der seit 1791 in Neckarsteinach eingesessenen Unternehmerfamilie Götz, die als eine der gewichtigsten Schifffahrtsdynastien am Neckar galt, begründet. Diese Form der gleichrangigen Heirat zieht sich von da an durch nahezu alle Häuser der jüngeren Familienlinie.
Sibylla Luise Götz reichte über die 1746 im Zedler-Lexikon beschriebene Theologenfamilie Unfug, latinisiert Unfugius, eine Ahnenreihe aus evangelisch-lutherischen Geistlichen, die durch ihr Wirken zur deutschen Reformationsgeschichte gehören, an ihre Nachkommenschaft weiter. Darunter Georg Karg, Reformator der Grafschaft Oettingen sowie der Markgraftümer Ansbach-Bayreuth, durch dessen Familie eine Ahnengemeinschaft mit Johann Wolfgang Goethe zustande kommt.
Weiter besteht durch die Industriellentochter Götz ein direktes Verwandtschaftsverhältnis der jüngeren Linie mit der Erbbeständerfamilie Krieger aus Neckarhausen, die eine lange Tradition der Treidelschifffahrt aufweisen kann.

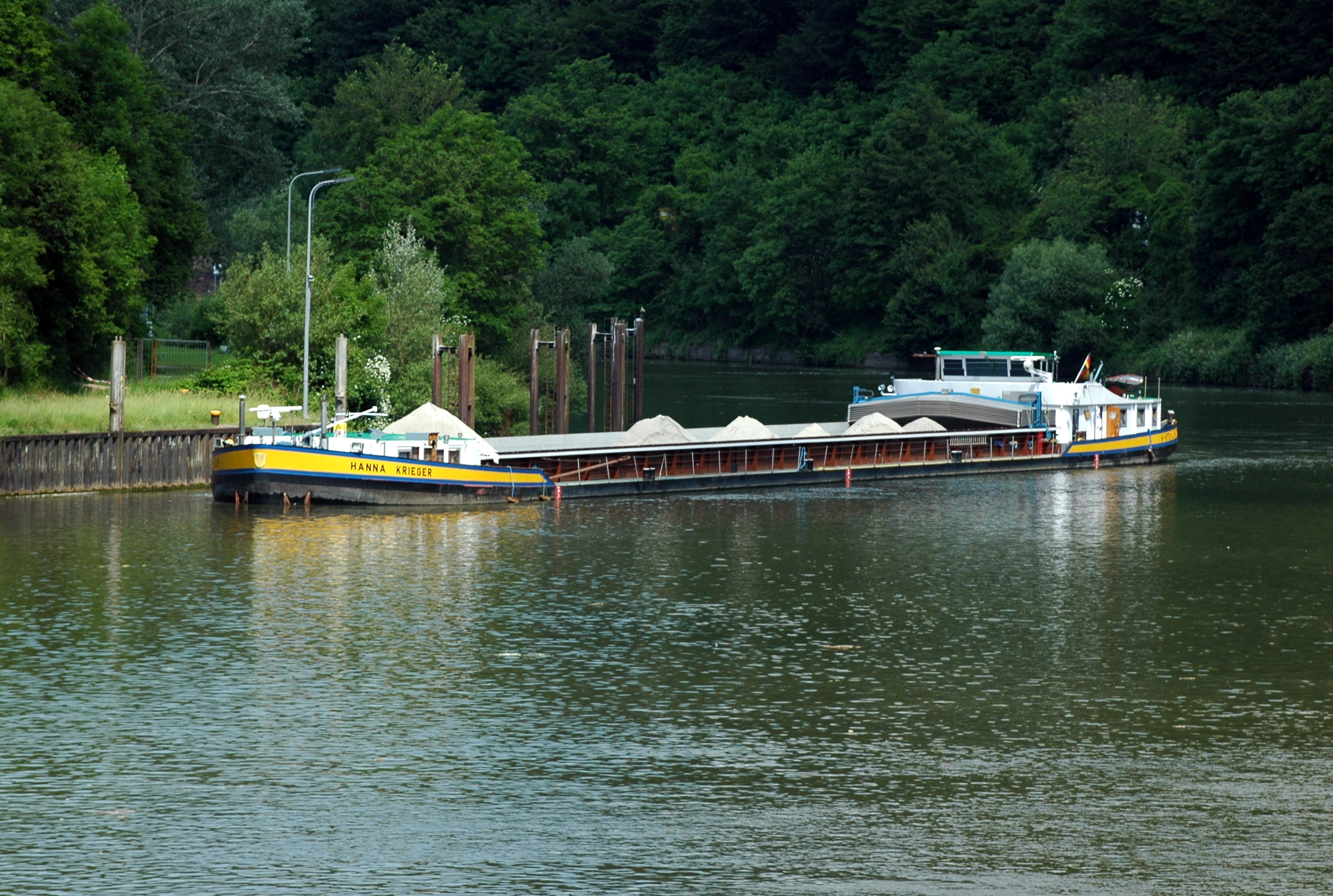
Die 105 Meter lange Hanna Krieger ist der Unternehmerin Hanna Krieger, geb. Boßler gewidmet, der Tochter des Binnen-Reeders Andreas Boßler und Gattin des Industriellen Heinrich Heiner Krieger, genannt „der Wohltäter“

Unter den mit der jüngeren Linie verwandtschaftlich verbundenen oder verschwägerten Schifffahrtsunternehmerfamilien finden sich die bedeutendsten Familien der Schifffahrt auf Neckar und Rhein, deren Reedereien Sitz oder Ursprung am Neckar haben. So die Reederfamilie Waibel aus Gernsheim, die zu den alten Schiffergeschlechtern gehört, sowie die Schifffahrts- und Baustoffunternehmerfamilie Fretter aus Erfelden, deren Kiesabbau am Altrhein dem sogenannten Fretter Loch seinen Namen gab und die heute Eigner der Rheinfähre Helene in Gernsheim ist. Weitere verwandtschaftliche Beziehungen bestehen zu den Schifffahrtsunternehmerfamilien Stumpf und Oestreicher.
Ein Haus der jüngeren Familienlinie ist darüber hinaus über Johanna „Hanna“ Krieger, geb. Boßler (1920–2010), mit der Schifffahrts-, Logistik- und Baustoffindustriellenfamilie Krieger aus Neckarsteinach verschwägert, die gleichwohl den alten Schiffergeschlechtern zugehörig ist und deren Unternehmensgruppe in etwa 1000 Mitarbeiter zählt.

### Schreibweise des Familiennamens
Die Änderung der Schreibweise des Familiennamens  in der Schifffahrt ist dadurch begründet, dass im internationalen Alphabet der Buchstabe „ß“ nicht existiert. Um jedoch auf dieser Ebene mitagieren zu können, trugen die Unternehmen und die dazugehörigen Schiffe zukünftig den Namen Boßler mit „ss“. Die Mitglieder der Familie passten die Schreibweise ihres Nachnamens den jeweiligen Unternehmen sowie den Schiffen an, um eindeutig mit ihnen identifiziert werden zu können. Gerade im Bereich der Passagierschifffahrt war eine internationale Schreibweise bedeutend. Eine amtliche Änderung des Familiennamens erreichte lediglich Herbert Rudolf Bossler aus der jüngeren Familienlinie, dessen Fahrgastunternehmen den Namen Herbert Bossler trug. Alle weiteren Mitglieder der Gesamtfamilie führen weiterhin amtlich den Familiennamen in der Schreibweise Boßler.

## Weiße Schifffahrt
Die Flusstouristik durch reine Dampfschiffe wurde in den 1920er Jahren verdrängt. Es kam die Zeit der Motorschifffahrt im Bereich der Gästebeförderung auf. Ein spezieller Schiffstyp, der auf die Bedürfnisse des Tourismus und der Erholung zugeschnitten sowie technisch optimal auf die Gegebenheiten der einzelnen Flüsse angepasst ist, entstand. Hierzu zählt unter anderem der Voith-Schneider-Antrieb in Passagierschiffen auf Binnengewässern.

### Unternehmens-Ursprung

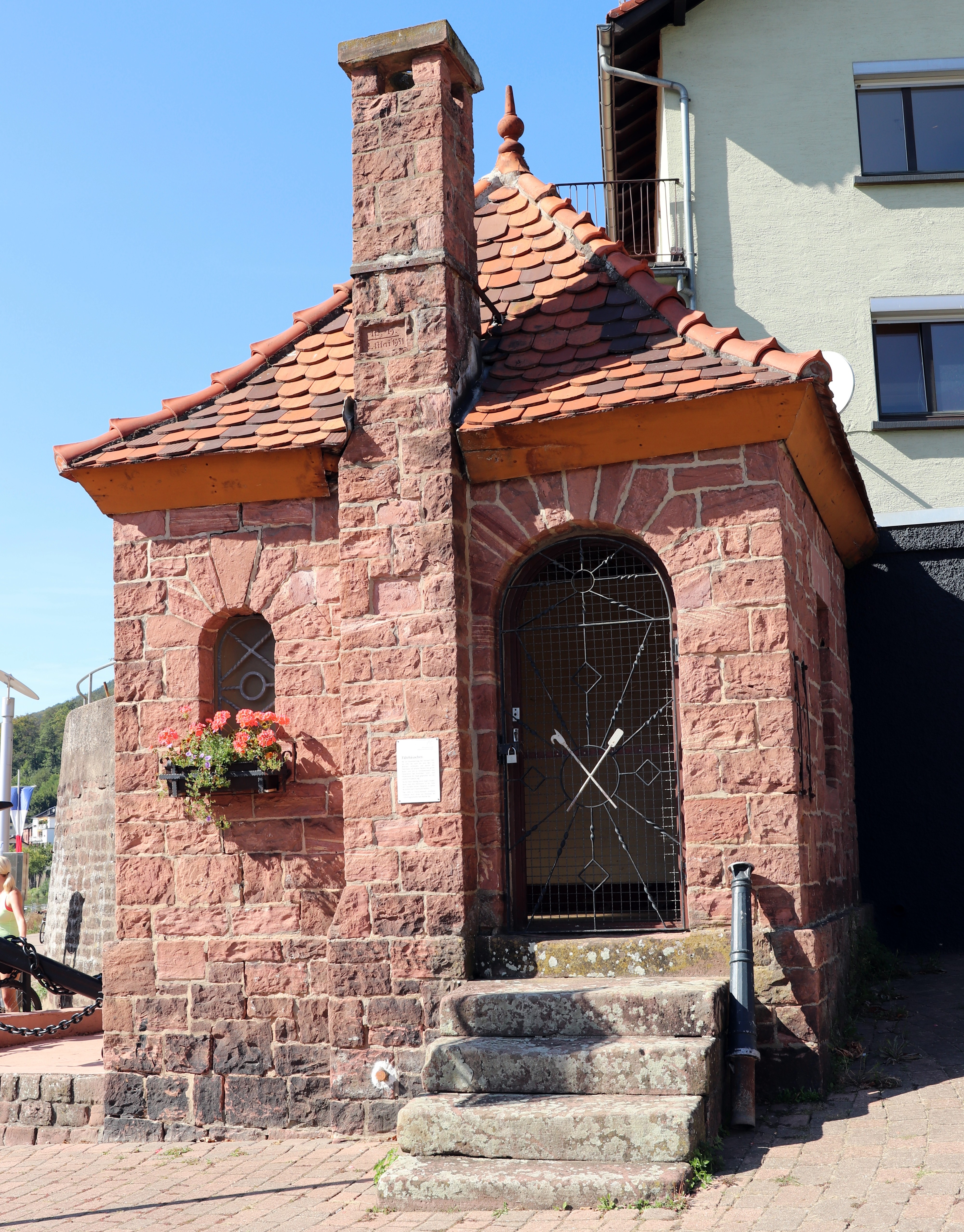
Das historische Fährhäuschen von Neckarsteinach wurde 1904 errichtet und vom Fährunternehmer Jakob Friedrich I. Boßler als erstes gewerblich für den Fährbetrieb zwischen zwei Staaten genutzt

Im Jahr 1926 gründeten die beiden Brüder und Söhne des Fährunternehmers Jakob Friedrich I. Boßler, Andreas Boßler (1884–1961), sowie Georg Boßler (1881–1946), das Unternehmen Gebr. Bossler–Personenschiffahrt. Dieses Schifffahrtsunternehmen ging aus einem gewerblichen Verleih von Nachen und Gondeln in Neckarsteinach hervor, welches von Jakob Friedrich I. Boßler und seinen vier Söhnen gemeinsam geführt wurde. Das erste eiserne und motorisierte Passagierschiff der Gebr. Bossler war die Viktor von Scheffel. Das Motorfahrgastschiff war bereits seit 1921 für Andreas Boßler in Fahrt gewesen.

### Vor- und Nachkriegszeit
In den 1930er Jahren folgten vier weitere Schiffseinheiten, die zuvor im Dienst eines anderen Schifffahrtsunternehmens standen und von der Gebr. Bossler–Personenschiffahrt übernommen wurden. Nach dem Erwerb dieser Einheiten umfasste die Flotte der Reederei Gebr. Bossler insgesamt sieben Fahrgastschiffe. Diese Flottengröße machte das Unternehmen zur Reederei. Nach dem Ende des Zweiten Weltkrieges verblieben lediglich noch zwei Motorfahrgastschiffe im Besitz der Gebr. Bossler. Die zuvor erworbenen vier Schiffe verblieben bei der US-Army, sind gesunken oder wurden verkauft. Der Verbleib eines Fahrgastschiffes ist gänzlich ungeklärt geblieben.
Während der gesamtwirtschaftlich schwerwiegenden Ölpreiskrise in den 1970er Jahren bewarb die Unternehmerfamilie Boßler ihre Fahrgastreederei in der einschlägigen Literatur und über den Deutschen Fremdenverkehrsverband damit bereits seit 1796 in der Tradition zu stehen, Personenbeförderung auf der Bundeswasserstraße Neckar zu betreiben. Das Ortsfamilienbuch für Neckarsteinach, welches auf den Kirchenmatrikeln der Stadt beruht, konstatiert 1796 jedoch als Geburtsjahr des aus Nieder-Modau stammenden Lehrers, Kaufmanns sowie Gutsbesitzers Johannes Boßler.

### Expansionen
Ein weiterer Nachkomme aus der jüngeren Linie der Familie ließ sich 1948 unternehmerisch in Bad Friedrichshall-Jagstfeld, im Umland von Bad Wimpfen, nieder, um dort sein eigenes Schifffahrtsunternehmen zu gründen. Das kann als unternehmerische Expansion der Familienlinie, sowie als Ableger der Gebr. Bossler–Personenschiffahrt betrachtet werden. Herbert Bossler kaufte 1954 das Rheinschiff Seeadler und ließ es 1956 in Neckarsteinach durch die Schiffswerft Ebert & Söhne umbauen. Als neuer Name des Schiffes wurde Regia Wimpina, (Königliches Wimpfen) gewählt. Herbert Rudolf Bossler (1907–1999) war der erste Schifffahrtsunternehmer, der einen größeren Teil des Touristenflusses der Kurstadt Bad Wimpfen auf den Neckar lenkte und dort im Raum Heilbronn beförderte.
Auch sein zweites Passagierschiff Glück Auf wurde 1960 bei Ebert & Söhne in Neckarsteinach verlängert und verbreitert. Der Schiffsname Glück Auf war in Anlehnung an die Traditionen des Salzbergwerkes in Bad Friedrichshall gewählt (Bergmannsgruß Glück Auf). Herbert Rudolf Bossler war zu Anfang selbst bei der Personenschiffahrt Gebr. Bossler in Neckarsteinach tätig und als Schiffsgesellschafter an der Von Hindenburg beteiligt.
Im Jahr 1967 wurde das konkurrierende Schifffahrtsunternehmen Hermann Götz aus Heidelberg mit dem Fahrgastschiff Heimat von der Fahrgastreederei Gebr. Bossler übernommen. Aus dieser Übernahme resultierte die Heidelberger Fahrgastschiffahrt Bossler oHG.
1986 wurde das bis 1975 konkurrenzlos gebliebene Unternehmen Personenschiffahrt Herbert Bossler aus Altersgründen an dessen Verwandtschaft, die Eigentümer der Personenschifffahrt Stumpf, in Heilbronn verkauft.

### Rhein-Neckar-Fahrgastschifffahrt
Die boßlerschen Schifffahrtsunternehmen aus dem Raum Heidelberg/Neckarsteinach traten 1972 unter dem Namen Heidelberger Fahrgastschiffahrt Bossler oHG zusammen mit weiteren Unternehmen gleicher Art in den losen Verband der Rhein-Neckar-Fahrgastschifffahrt GmbH ein. Dieser Verbund hebelte den Konkurrenzdruck aus und ermöglichte allen Unternehmen unter einer Gesellschaft die Zusammenarbeit.
Mit dem Kürzel RNF, das die Gesellschaft trug, sollte eine Marke als Pendant zur Reederei KD-Rheinschifffahrt auf dem Neckar kreiert werden.
Die Bossler-Fahrgastunternehmen brachten damals vier Schiffe ein, darunter ihr Flaggschiff, das Fahrgastschiff MS Vaterland. Mit einer Beförderungskapazität von 500 Personen galt die Vaterland als Pionierschiff, sowie als Unikat für die Fahrgastschifffahrt auf dem Neckar hinsichtlich der früheren Verhältnisse. Erst im Jahr 1969 wurde ein für 100 Personen mehr konzipiertes Personenschiff für die Neckarfahrgastschifffahrt zugelassen.

### Standorte und Bedeutung
Die Personenschiffahrt Gebr. Bossler war am Standort Neckarsteinach ansässig. Die Fahrgastschiffahrt Bossler oHG saß in Heidelberg. Innerhalb der RNF waren die boßlerschen Schiffe an ihren drei blauen Streifen zu erkennen. Insgesamt waren die boßlerschen Schifffahrtsunternehmen in hohem Maße am Schiffstourismus in Neckarsteinach und der Region beteiligt. Der beförderte Personenkreis der boßlerschen Fahrgastunternehmen und der RNF umfasste Gäste aus dem gesamten Bundesgebiet, hohe Persönlichkeiten aus den Sparten Staat und Politik, darunter Bundeskanzler und Bundespräsidenten inklusive Repräsentanten aus dem Ausland.
Zum 850-jährigen Bestehen des Schiffervereins Neckarsteinach 2003 erschien im Wartberg Verlag die Festschrift zu diesem Jubiläum. Jene bezeichnet die Gebrüder Georg und Andreas Boßler als Pioniere der Passagierschifffahrt auf dem Neckar sowie Gründerväter der Weißen Flotte. Die regional-heimatkundliche Literatur schließt sich dem 2005 an und streicht heraus, dass sich beide Brüder frühzeitig des touristischen Stellenwerts der Ausflugsschifffahrt für den Neckarraum im Klaren waren, wodurch sie zu Pionieren der motorisierten Ausflugsschifffahrt auf dem Neckar wurden.

### Weiße Flotte Heidelberg
2011 wurde für ein Schiff, das als neue Neckarfähre die Stadtteile Altstadt, Bergheim und Neuenheim der Stadt Heidelberg zu Wasser miteinander verbinden sollte, ein neuer Schiffsname gesucht. Hierzu wurde ein vierköpfiges Komitee gebildet, dem ebenso Manfred Boßler angehörte. Die Aufgabe des Komitees bestand darin, aus den über 200 eingegangenen Vorschlägen einen passenden Namen für das Fährgastschiff auszuwählen. Ausgewählt wurde der Name Liselotte (wohl in Anlehnung an Liselotte von der Pfalz). Das Schiff wurde wenige Jahre später wieder verkauft und verkehrte dann unter dem Namen Murten auf dem Murtensee.
2013 fusionierte die Heidelberger Fahrgastschiffahrt Bossler oHG mit einem anderen Fahrgastschifffahrtsunternehmen aus Heidelberg. Aus dieser Fusion heraus entstand die Weiße Flotte Heidelberg GmbH & Co. KG. Die Eigner der Bossler oHG sowie der Passagierschiffe Alt-Heidelberg IV und Germania wurden zu direkten Gesellschaftern des Schiffs- und Tourismusunternehmens.
2016 hob der Autor Wolfgang Löckel die Tradition der Gebrüder Bossler aus Neckarsteinach für die Weiße Flotte Heidelberg hervor und verwies darauf, dass der 1928 erstmals für ein Salonschiff der Brüder Boßler genutzte Name Alt-Heidelberg weitere vier Fahrgastschiffe der RNF und folgend der Weißen Flotte zierte.
2019 übergab Manfred Boßler, ein Enkel des Andreas Boßler und Mitbegründer der Reederei Weiße Flotte Heidelberg seine Beteiligung an der bedeutendsten Fahrgastreederei Süddeutschlands an seine beiden Enkel, die somit 42 Prozent der Anteile an der Weißen Flotte Heidelberg halten. Allerdings führen diese nicht mehr den in der Schifffahrt traditionsreichen Familiennamen Boßler.

## Passagierschiffe
Liste der Passagier- und Salonschiffe, die im Dienst der Fahrgastunternehmen der jüngeren Linie der Familie Boßler standen.
| Bild | Name                   | Eigner                                                                         | Baujahr                 | Motorleistung | Kapazität                                   | Werft                                                                      | Bemerkungen |
| ---- | ---------------------- | ------------------------------------------------------------------------------ | ----------------------- | ------------- | ------------------------------------------- | -------------------------------------------------------------------------- | --- |
|      | Fähranlage             | Jakob Friedrich I. Boßler                                                      | 1906                    | –             | –                                           | –                                                                          | Anschließend im Eigentum des Christian Boßler. Darauf im Dienst des Ludwig Oestreicher. |
|      | Viktor von Scheffel    | Andreas Boßler/später Personenschiffahrt Gebr. Bossler                         | 1921                    | 45 PS         | 75 Personen                                 | Ebert & Söhne, Neckarsteinach                                              | Bis 1959 für die Personenschiffahrt Gebr. Bossler Neckarsteinach in Fahrt. Später bei einem anderen Unternehmen in Eberbach verblieben. |
|      | Liselotte              | Personenschiffahrt Gebr. Bossler                                               | 1925                    | 45 PS         | 60 Personen                                 | Heidelberg-Neuenheim                                                       | Zuvor im Besitz der Personenschiffahrt Gebr. Fischer & Zahnleitner. Nach dem Bankrott dieser Unternehmung in den 1930er Jahren von Andreas Boßler für die Personenschiffahrt Gebr. Bossler erstanden. Sank durch Kriegseinwirkungen und wurde nach der Bergung verkauft. |
|      | Einigkeit              | Personenschiffahrt Gebr. Bossler                                               | 1926                    | 30 PS         | 40 Personen                                 | Heidelberg-Neuenheim                                                       | Zuvor im Besitz der Personenschiffahrt Gebr. Fischer & Zahnleitner. Nach dem Bankrott dieser Unternehmung in den 1930er Jahren von Andreas Boßler für die Personenschiffahrt Gebr. Bossler erstanden. Bei der US-Army verblieben. |
|      | Karl Theodor           | Personenschiffahrt Gebr. Bossler                                               | 1926                    | 60 PS         | 80 Personen                                 | Heidelberg-Neuenheim                                                       | Zuvor im Besitz der Personenschiffahrt Gebr. Fischer & Zahnleitner. Nach dem Bankrott dieser Unternehmung in den 1930er Jahren von Andreas Boßler für die Personenschiffahrt Gebr. Bossler erstanden. Im Anschluss an den Zweiten Weltkrieg nach Speyer verkauft. |
|      | Heimat                 | Heidelberger Fahrgastschiffahrt Bossler oHG                                    | 1926                    | 180 PS        | 235 Personen / 180 Personen als Dampfschiff | Union Gießerei AG, Königsberg                                              | 1959 zum Motorschiff umgebaut. Bis dahin als Dampfschiff auf der Ostsee im Einsatz. Ab 1968 im Dienst der Heidelberger Fahrgastschiffahrt Bossler oHG. 1969 an den Yachtclub Kurpfalz nach Mannheim verkauft. |
|      | Bligger von Steinach   | Personenschiffahrt Gebr. Bossler                                               | 1927                    | 66 PS         | 180 Personen                                | Ebert & Söhne, Neckarsteinach                                              | Ab 1963 im Dienst des Fahrgastunternehmens Oestreicher. |
|      | Alt-Heidelberg I       | Personenschiffahrt Gebr. Bossler                                               | 1928                    | 90 PS         | 300 Personen                                | Schmidt, Oberkassel                                                        | 1952 wurde das Fahrgastschiff an ein anderes Unternehmen in Balduinstein verkauft. |
|      | Glück Auf              | Personenschiffahrt Herbert Bossler                                             | 1928 / umgebaut 1960    | 116 PS        | 300 Personen                                | Hilgers, Rheinbrohl / umgebaut bei Ebert & Söhne, Neckarsteinach           | Zuvor als Stella Maris im Dienst eines anderen Unternehmens. Wurde 1948 von Herbert Rudolf Bossler erworben. Kam 1986 zur Unternehmung Personenschifffahrt Stumpf GmbH und Co. KG nach Heilbronn. 1994 an die Personenschifffahrt Kehler nach Greffern verkauft und in Rheinmünster umbenannt. |
|      | Von Hindenburg         | Herbert Bossler & Karl Boßler                                                  | 1928 / aufbereitet 1964 | 180 PS        | 350 Personen                                | Schmitting-Werft, Beul / aufbereitet bei Schmidt, Oberwinter               | Zuvor im Besitz der Personenschiffahrt Gebr. Fischer & Zahnleitner. Nach dem Bankrott dieser Unternehmung unter der Flagge der Personenschiffahrt Gebr. Bossler in Fahrt. Ab 1964 als Stadt Cochem in Koblenz verblieben. |
|      | Alt-Heidelberg II      | Personenschiffahrt Gebr. Bossler                                               | 1929                    | 90 PS         | 150 Personen                                | –                                                                          | War seit 1952 im Dienst der Personenschiffahrt Gebr. Bossler. Zuvor als Lahntreue bei Heil und Co. in Dienst. |
|      | Seeadler/Regia Wimpina | Personenschiffahrt Herbert Bossler                                             | 1929 / umgebaut 1965    | 250 PS        | 200 Personen / 365 Personen                 | Clausen, Oberwinter / umgebaut bei Ebert & Söhne, Neckarsteinach           | 1929 für Münz & Söhne in Rolandswerth gebaut. 1954 von Herbert Rudolf Bossler erworben. Kam 1986 zur Personenschifffahrt Stumpf GmbH und Co. KG nach Heilbronn. 1997 als Kurpfalz zur Personenschiffahrt Göttert und Schneider GbR nach Mannheim verkauft. |
|      | Alt-Heidelberg III     | Personenschiffahrt Gebr. Bossler                                               | 1948                    | 58 PS         | 110 Personen                                | Schmidt, Oberkassel                                                        | Bis 1962 als Martha für die Firma Maier in Niederdollendorf im Dienst. Anschließend bis ins Jahr 1968 als Alt-Heidelberg III im Dienst der Personenschiffahrt Gebr. Bossler. Ab 1969 bis 1973 im Dienst der Personenschiffahrt A. Kappes in Eberbach. |
|      | Helene                 | Personenschiffahrt Herbert Bossler                                             | –                       | 75 PS         | 50 Personen                                 | –                                                                          | Das Salonpassagierschiff wurde 1965 verkauft. |
|      | Ludwig                 | Personenschiffahrt Herbert Bossler                                             | –                       | –             | –                                           | –                                                                          | Herbert Bossler nannte das Salonpassagierschiff Ludwig nach seinem ältesten Sohn Ludwig Friedrich Bossler. |
|      | Gebrüder Bossler       | Personenschiffahrt Gebr. Bossler & Heidelberger Fahrgastschiffahrt Bossler oHG | 1957                    | 116 PS        | 300 Personen / 400 Personen                 | Schmidt, Oberkassel                                                        | 1957 als Stuttgart für die Personenschiffahrt Gebr. Bossler gebaut. 1958 in Gebrüder Bossler umbenannt. Bis 1975 im Dienst der Bossler-Fahrgastunternehmen und der RNF. 1994 als Walküre bei der Personenschifffahrt W. Wichmann in Plau am See verblieben. 2008 als Santa Barbara bei der Reederei Zwenkau GmbH am Zwenkauer See verblieben. |
|      | Germania               | Personenschiffahrt Gebr. Bossler & Heidelberger Fahrgastschiffahrt Bossler oHG | 1958                    | 200 PS        | 300 Personen                                | Schmidt, Oberkassel                                                        | Fuhr als Bossler-Fahrgastschiff unter der Flagge der RNF und bis 2018 unter der Flagge der Weißen Flotte Heidelberg. Seit 2018 als Restaurantschiff im Tempelhofer Hafen in Berlin in Dienst. |
|      | Vaterland              | Personenschiffahrt Gebr. Bossler & Heidelberger Fahrgastschiffahrt Bossler oHG | 1960                    | 230 PS        | 500 Personen                                | Schmidt, Oberkassel                                                        | Stand ab 1977 für die Unternehmung Hunter in Königswinter als Drachenfels in Dienst. 1987 als Wappen von Bernkastel bei der Personenschifffahrt Gebr. Kolb oHG verblieben. |
|      | Alt-Heidelberg IV      | Personenschiffahrt Gebr. Bossler & Heidelberger Fahrgastschiffahrt Bossler oHG | 1968 / umgebaut 1979    | 230 PS        | 300 Personen / 500 Personen                 | Ebert & Söhne, Neckarsteinach / umgebaut bei Ebert & Söhne, Neckarsteinach | Fuhr als Bossler-Fahrgastschiff unter der Flagge der RNF und anschließend unter der Flagge der Weißen Flotte Heidelberg. Der traditionsreiche Schiffsname Alt-Heidelberg wurde für insgesamt vier Passagierschiffe genutzt, die im direkten Besitz und Dienst der Schifffahrtsunternehmen Bossler standen. Die Alt-Heidelberg V, welche die Alt-Heidelberg IV ersetzt, war vorher als Renate in Fahrt und ist nicht mehr alleinig im Besitz von Angehörigen der Familie Boßler. |

## Handelsschifffahrt

### Partikulierunternehmen
Die ältere Familienlinie war mit Partikulierbetrieben in der Güterschifffahrt tätig. So wurde 1946 von Johann Friedrich Boßler (* 1907; † 1960) mit seinem Motorgüterschiff Elisabeth die erste Ladung Kohlen, die nach Kriegsende als Auftrag für den Neckar vergeben wurde, transportiert. Sein Sohn Werner Ludwig Boßler ein Pionier der Binnenschifffahrt, ließ 1969 das von ihm persönlich entworfene Containerschiff mit Doppelhülle Jean Bossler II von der Werft Philipp Ebert & Söhne konstruieren. Die Ausstattung dieses Binnenhandelsschiffes, das aktuell unter dem Namen Wunnenstein für die Reederei Schwaben in Fahrt ist, betrug im technischen Bereich internationalen Rheinfunk sowie ein Radarfunk – 3 Gerät. Bei der Verlängerung des Binnencontainerschiffes Jean Bossler II 1972 wurde ein weiteres Funkgerät sowie ein Bugstrahlruder installiert. Die damalige Situation im Schiffsbau zählte eine solche technische Ausstattung für die Binnenschifffahrt nicht zum Standard. 1987 ließ Werner Boßler auf der Werft Ebert & Söhne das Gütermotorschiff Jean Bossler III erbauen. Mit diesem war er unternehmerisch in die Flotte der Reederei Lehnkering involviert und transportierte mit der Jean Bossler III unter der Flagge der Reederei Massengüter auf dem Rhein und seinen Nebenflüssen, so beispielsweise fossile Energieträger für verschiedene Abnehmer.
Die ebenso als Containerschiff konzipierte Jean Bossler III war in summa 1987 das modernste Schiff, welches bis dahin jemals auf der Werft Philipp Ebert & Söhne erbaut wurde. 1994 wurde die Jean Bossler III in die Niederlande verkauft. 1998 kam sie als Excelsior zur Reederei Ludwig & Jakob Götz KG. Unter der Flagge der Reederei Götz ereignete sich der aufsehenerregende Excelsior-Unfall auf dem Rhein.

### Schifffahrtsgesellschaften

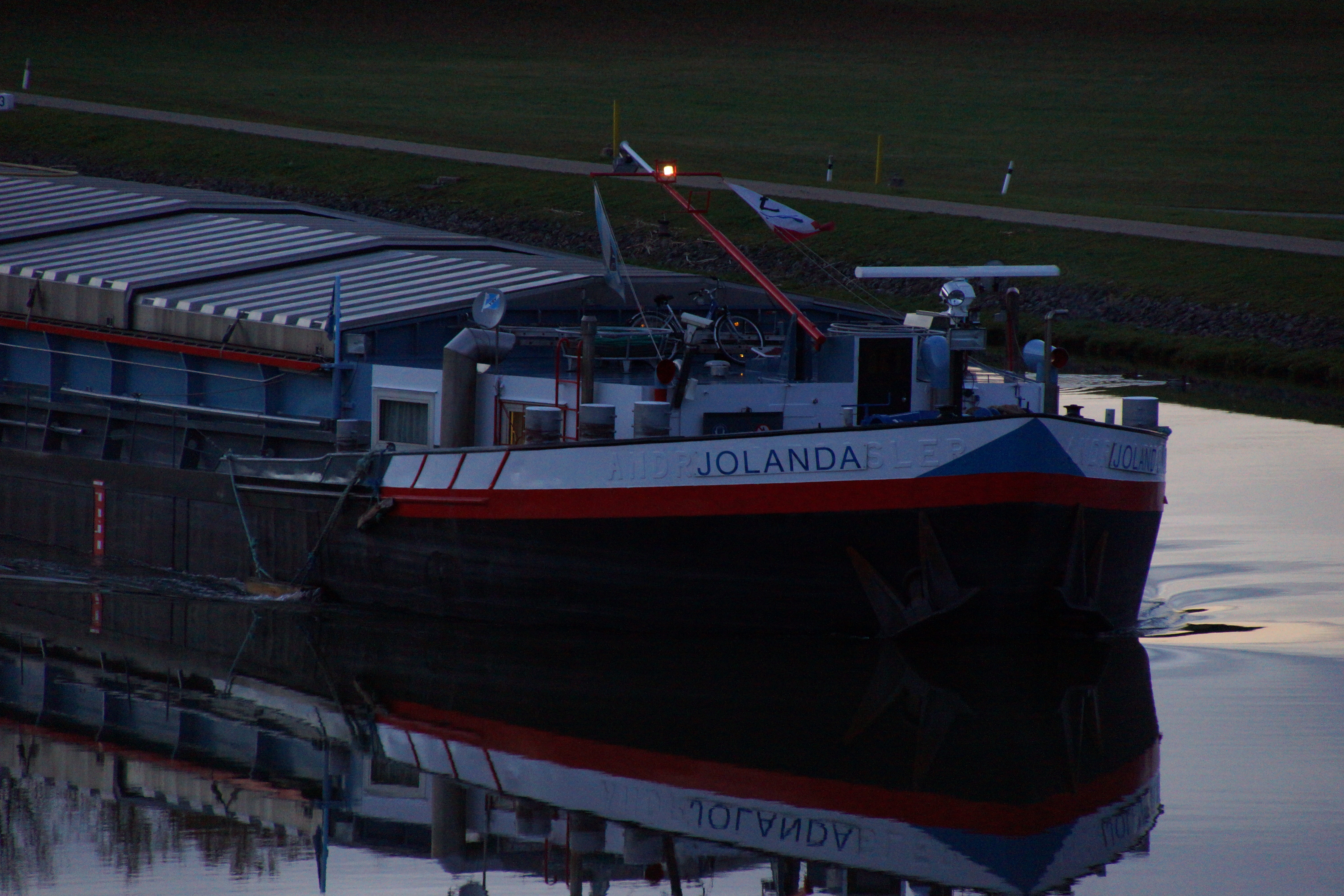
Am Bug ist der ehemalige, in die Schanze verschweißte, Schiffsname Andreas Bossler des Binnenhandelsschiffes noch deutlich erkennbar

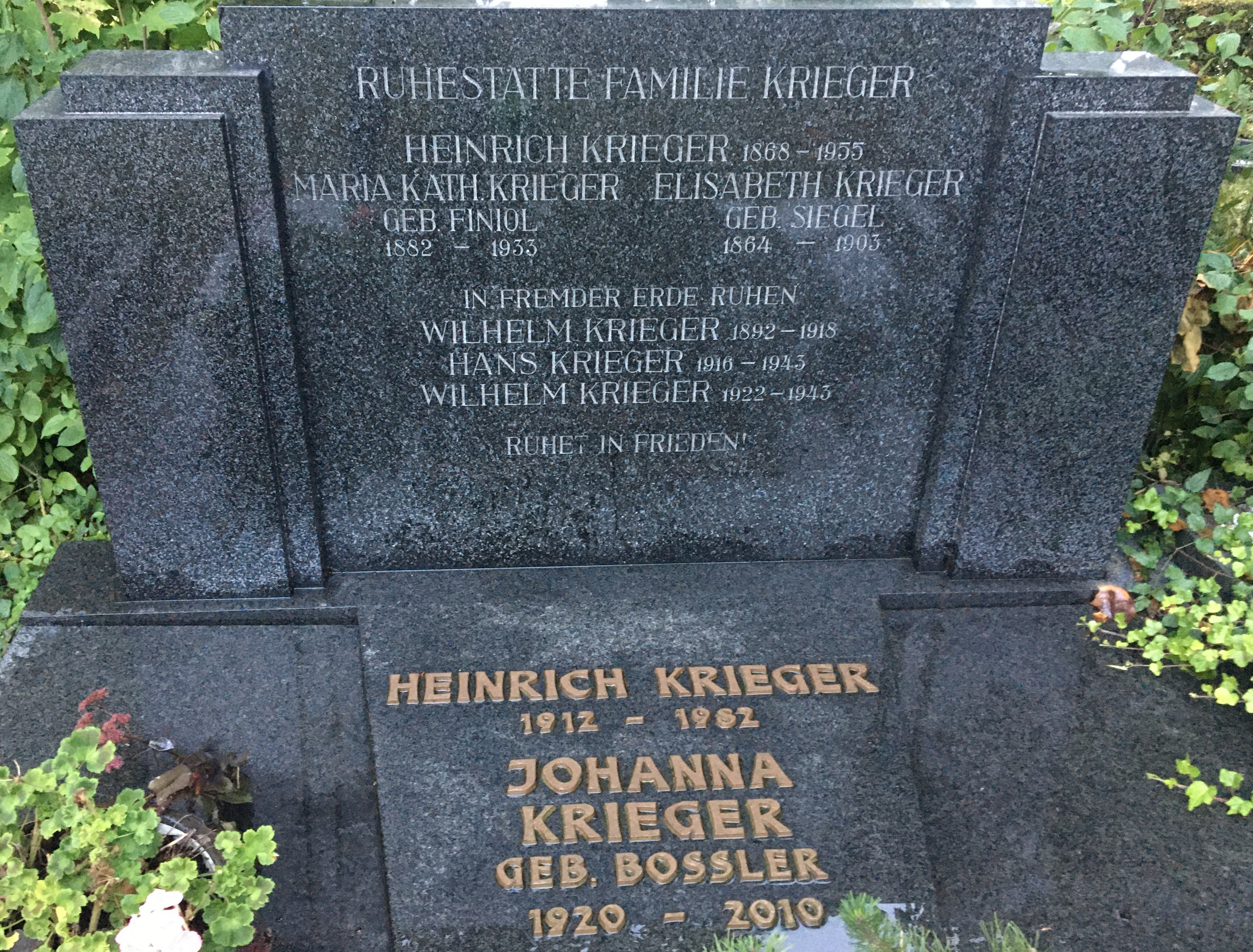
Erbbegräbnis der Reederfamilie Krieger in Neckarsteinach

Das Gütermotorschiff Andreas Bossler wurde 1964 auf der Werft Gustavsburg für die beiden Schwestern Lina Heilmann (1926–2008) und Hanna Krieger gebaut. Beide Schwestern sind Nachfahren aus der jüngeren Linie der Familie Boßler und führten zusammen die Schifffahrtsgesellschaft L. Heilmann & J. Krieger, für welche die Andreas Bossler in Dienst stand. Durch die Heirat von Johanna Barbara Boßler in die Reederfamilie Krieger fuhr das Motorgüterschiff im Charter Transporte für die Reederei Krieger, an der Hanna Boßler als Mitinhaberin der Firmengruppe Krieger Teilhaberin war.
Die Andreas Bossler war baugleich mit dem Johanna Boßler gewidmeten sowie ebenfalls auf der Schiffswerft Gustavsburg erbauten Gütermotorschiff Hanna Krieger I aus der Kriegerflotte. Der Bau des Schiffes war eine Hommage an den Vater der beiden Schwestern, den Fahrgastunternehmer Andreas Boßler, der Mitbegründer des Unternehmens Personenschiffahrt Gebr. Bossler, Wegbereiter der Heidelberger Fahrgastschiffahrt Bossler oHG und Pionier der Weißen Schifffahrt am Neckar war.
Durch die Unternehmensbeteiligungen von Werner Ludwig Boßler, zusammen mit zwei weiteren Unternehmern, an der Quadriga Düngen Tankschiffahrt KG und der Quadriga Heidenstecker Tankschiffahrt KG mit Sitz in Berlin, war er Mitauftraggeber sowie Miteigner des 1991 fertiggestellten Tankmotorschiffs Mi-Ra, das damals als Deutschlands größtes Binnenschiff galt. Es hatte eine Ladekapazität von 3200 Tonnen. 1993 wurde das Tankschiff in Triga umbenannt. Werner Boßler hielt insgesamt Beteiligungen an zwei Tankmotorschiffen.

## Handelsschiffe
Liste der Frachtschiffe, die im Dienst von Mitgliedern der Familie Boßler standen.
| Bild | Name              | Eigner                                                                       | Baujahr                              | Motorleistung | Tonnage | Werft                                                                            | Bemerkungen |
| ---- | ----------------- | ---------------------------------------------------------------------------- | ------------------------------------ | ------------- | ------- | -------------------------------------------------------------------------------- | --- |
|      | Catharina         | Johann Christoph Boßler                                                      | 1884                                 | –             | 70,5 t  | –                                                                                | Der hölzerne Segelschleppkahn hatte ein offenes Deck, beladen einen Tiefgang von einem Meter und wurde auf dem Neckar, Rhein sowie Main eingesetzt                                           |
|      | Elisabeth         | Johann Christoph Boßler                                                      | 1890                                 | –             | 110 t   | –                                                                                | Der hölzerne Segelschleppkahn hatte ein offenes Deck, beladen einen Tiefgang von einem Meter und wurde auf der Strecke Eberbach nach Mainz eingesetzt                                        |
|      | Luise             | Herbert Rudolf Bossler                                                       | –                                    | –             | –       | –                                                                                | Das Motorschiff war für den Schiffseigner Herbert Boßler ehemals in Neckarsteinach gemeldet und später in Neckarspitz umbenannt                                                              |
|      | Elisabeth         | Johann Friedrich Boßler                                                      | –                                    | 320 PS        | 403 t   | –                                                                                | Das Schiff fuhr den ersten Kohlentransport nach dem Zweiten Weltkrieg, der im Neckarraum vergeben wurde                                                                                      |
|      | Klaus             | Werner Ludwig Boßler                                                         | 1953                                 | 500 PS        | 1056 t  | Gebr. Kiehn, Hamburg                                                             | 1963 durch Werner Ludwig Boßler erworben. 1977 als Sylvia beim Unternehmen Hammersdorf in Neckarsteinach verblieben                                                                          |
|      | Hedwig Bossler I  | Jakob Friedrich III. Boßler                                                  | 1955                                 | 560 PS        | 811 t   | Büsching & Rosemeyer, Uffeln-Vlotho                                              | 1964 als Gebro 2 bei Gebr. Vermeulen in Rotterdam verblieben |
|      | Jean Bossler I    | Johann Friedrich Boßler & Werner Ludwig Boßler                               | 1956                                 | 550 PS        | 750 t   | Oberweser, Bodenwerder                                                           | 1969 als Christiaan bei einem anderen Unternehmen in Rotterdam verblieben |
|      | A.& K. Bossler    | Andreas & Karl Boßler                                                        | 1956                                 | 450 PS        | 683 t   | Josef Braun GmbH & Co. KG, Speyer                                                | 1957 ganz an Karl Boßler übergegangen und in Manfred umbenannt, später bei einem Partikulier in Beverungen verblieben, seit 1987 als Tortola im Dienst eines anderen Unternehmens in Bautzen |
|      | Sunisha           | C. Boßler                                                                    | 1962                                 | 1200 PS       | 1637 t  | 1962 De Rupel, Boom/2006/07 neues Vor- und Mittelschiff bei Jooren BV, Werkendam | Von 2015 bis ins Jahr 2017 für Bossler Transport GmbH in Fahrt, vorher für ein anderes Unternehmen in Dordrecht im Dienst                                                                    |
|      | Andreas Bossler   | Schifffahrtsgesellschaft Lina Heilmann & Johanna Krieger                     | 1964                                 | 800 PS        | 1749 t  | Schiffswerft & Maschinenfabrik, Mainz-Gustavsburg                                | Seit 2004 als Jolanda unter der Flagge der Mainschifffahrts-Genossenschaft e. G. in Würzburg in Fahrt                                                                                        |
|      | Hedwig Bossler II | Jakob Friedrich III. Boßler                                                  | 1964 / verlängert 1973 auf 85 Meter  | 1000 PS       | 1371 t  | Schulte & Bruns, Emden / verlängert bei Schulte & Bruns, Emden                   | Seit 2008 als Planeten Tor im Dienst eines anderen Unternehmens |
|      | Jean Bossler II   | Werner Ludwig Boßler                                                         | 1969 / verlängert 1979 auf 105 Meter | 1200 PS       | 1901 t  | Ebert & Söhne, Neckarsteinach / verlängert bei Ebert & Söhne, Neckarsteinach     | Als Wunnenstein heute im Dienst der Reederei Schwaben GmbH |
|      | Murgtal           | C. Boßler                                                                    | 1971                                 | 620 PS        | 1567 t  | Ruhrorter Schiffswerft, Duisburg                                                 | Seit 2001 für das Unternehmen Bossler Transport GmbH in Fahrt, vorher als Trebur im Dienst eines anderen Unternehmens                                                                        |
|      | Jean Bossler III  | Werner Ludwig Boßler                                                         | 1987                                 | 1600 PS       | 2878 t  | Ebert & Söhne, Neckarsteinach                                                    | War das damals modernste je gebaute Binnenschiff der Werft Philipp Ebert & Söhne, seit 1998 als Excelsior im Dienst der Reederei Ludwig und Jakob Götz KG                                    |
|      | Mi-Ra             | Quadriga Düngen Tankschiffahrt KG, an der Werner Ludwig Boßler beteiligt war | 1991                                 | 1600 PS       | 3200 t  | Neue Oderwerft, Eisenhüttenstadt                                                 | 1993 in Triga umbenannt, seit 1998 als Giessenstroom für verschiedene Unternehmen in Fahrt                                                                                                   |

## Schleppschiffe
Liste der Schleppschiffe, die im Dienst von Mitgliedern der Familie Boßler standen.
| Bild | Name      | Eigner                      | Baujahr | Motorleistung | Werft                         | Bemerkungen |
| ---- | --------- | --------------------------- | ------- | ------------- | ----------------------------- | --- |
|      | Hartmut   | Jakob Friedrich III. Boßler | 1888    | –             | –                             | Ab 1953 bis 1967 im Dienst des Württembergischen Portland-Zement-Werks in Lauffen a.N. |
|      | Friedrich | Herbert Rudolf Bossler      | 1939    | 250 PS        | Ebert & Söhne, Neckarsteinach | Als Gross Deutschland zuvor im Dienst von Andreas und Karl Boßler in Neckarsteinach. Wurde im Zweiten Weltkrieg als Kriegsschiff eingesetzt. Ab 1955 als Franz Haniel XI im Dienst der Reederei Haniel. |